# Can Coll (Sant Vicenç de Montalt)
Can Coll és una masia de Sant Vicenç de Montalt (Maresme) inclosa a l'Inventari del Patrimoni Arquitectònic de Catalunya.

## Descripció
Edifici del segle xvi amb modificacions posteriors, els balcons i reixes i la pallissa neoclàssica en la torre. La casa amb coberta a dues aigües està ubicada entre dus torres. L'escut heràldic de la façana no correspon amb l'edificació.
Està formada per diferents cossos d'edificis. Al cos central hi ha un portal rodó que queda aixafat per un balcó. La torre està acabada amb una porxada d'arcs com a mirador. L'altra torre, de planta baixa i pis, està acabada per una barana de ferro amb les cantonades de pedra. Les obertures estan realitzades en pedra.